# Chen Chien-ting
Chen Chien-ting (* 12. Oktober 1987) ist ein taiwanischer Bahn- und Straßenradrennfahrer.
Chen Chien-ting gewann bei der Asienmeisterschaft 2006 in der Mannschaftsverfolgung zusammen mit Lee Wei-cheng, Lin Heng-hui und Liu Chin-feng die Bronzemedaille. Bei den Asienspielen in Doha belegten sie den sechsten Platz in der Mannschaftsverfolgung. 2010 fuhr Chen für das taiwanische Action Cycling Team, welches eine UCI-Lizenz als Continental Team besaß.

## Erfolge
2006
- Asienmeisterschaft – Mannschaftsverfolgung (mit Lee Wei-cheng, Lin Heng-hui und Liu Chin-feng)

## Teams
- 2010 Action Cycling Team